# Baoshi, Anju
Baoshi (kinesiska: 保石镇, 保石) är en köping i Kina. Den ligger i provinsen Sichuan, i den sydvästra delen av landet, omkring 110 kilometer öster om provinshuvudstaden Chengdu. Antalet invånare är 33 868. Befolkningen består av 16 517 kvinnor och 17 351 män. Barn under 15 år utgör 16,0 %, vuxna 15-64 år 73 %, och äldre över 65 år 10,0 %.
Genomsnittlig årsnederbörd är 1 384 millimeter. Den regnigaste månaden är juli, med i genomsnitt 305 mm nederbörd, och den torraste är december, med 9 mm nederbörd.